# Mwng
Mwng je čtvrté studiové album velšské rockové skupiny Super Furry Animals, vydané v květnu 2000 u jejich vlastního vydavatelství Placid Casual. Album produkovala skupina spolu s Gorwelem Owenem, se kterým již dřívějších letech spolupracovala. Všechny písně na albu jsou nazpívány ve velštině. Roku 2015 vydala společnost Domino Records reedici této desky na CD i LP.

## Seznam skladeb
Autory všech skladeb jsou členové skupiny Super Furry Animals, pokud není uvedeno jinak.
| Pořadí | Název                                              | Délka |
| ------ | -------------------------------------------------- | ----- |
| 1.     | Drygioni                                           | 1:23  |
| 2.     | Ymaelodi Â'r Ymylon                                | 2:57  |
| 3.     | Y Gwyneb Iau                                       | 3:54  |
| 4.     | Dacw Hi                                            | 4:18  |
| 5.     | Nythod Cacwn                                       | 3:46  |
| 6.     | Pan Ddaw'r Wawr                                    | 4:29  |
| 7.     | Ysbeidiau Heulog                                   | 2:51  |
| 8.     | Y Teimlad                                          | 4:40  |
| 9.     | Sarn Helen                                         | 4:18  |
| 10.    | Gwreiddiau Dwfn“ / „Mawrth Oer Ar y Blaned Neifion | 7:57  |

## Obsazení
Super Furry Animals
- Gruff Rhys – zpěv, rytmická kytara, bicí v „Nythod Cacwn“
- Huw Bunford – sólová kytara, doprovodné vokály
- Guto Pryce – basová kytara
- Cian Ciarán – klávesy, harmonium, doprovodné vokály
- Dafydd Ieuan – bicí, doprovodné vokály

Ostatní hudebníci
- Gary Alesbrook – trubka
- Matt Sibley – saxofon
- Can Pierce – tleskání
- Llyr Pierce – tleskání
- Gorwel Owen – stylofon